# Mésange nègre
Melaniparus niger
Espèce
Répartition géographique
Statut de conservation UICN

 LC  : Préoccupation mineure
La Mésange nègre (Melaniparus niger, anciennement Parus niger) est une espèce de passereaux de la famille des paridés.

## Répartition et sous-espèces
- M. n. ravidus (Clancey, 1964) — de l'est de la Zambie au centre du Mozambique
- M. n. xanthostomus (Shelley, 1892) — du sud-est de l'Angola au centre de la Zambie et sud-ouest de la Tanzanie, nord-est de la Namibie, Botswana et Afrique du Sud
- M. n. niger (Vieillot, 1818) — sud du Mozambique et est de l'Afrique du Sud

## Taxinomie
À la suite de l'étude de Johansson et al. (2013) sur les relations phylogéniques des espèces au sein de la famille des Paridae, le genre Parus est redéfini pour être monophylétique. Le Congrès ornithologique international répercute ces changements dans sa classification de référence version 3.5 (2013), et la Mésange nègre est déplacée vers le genre Melaniparus.